# John’s Lane Church

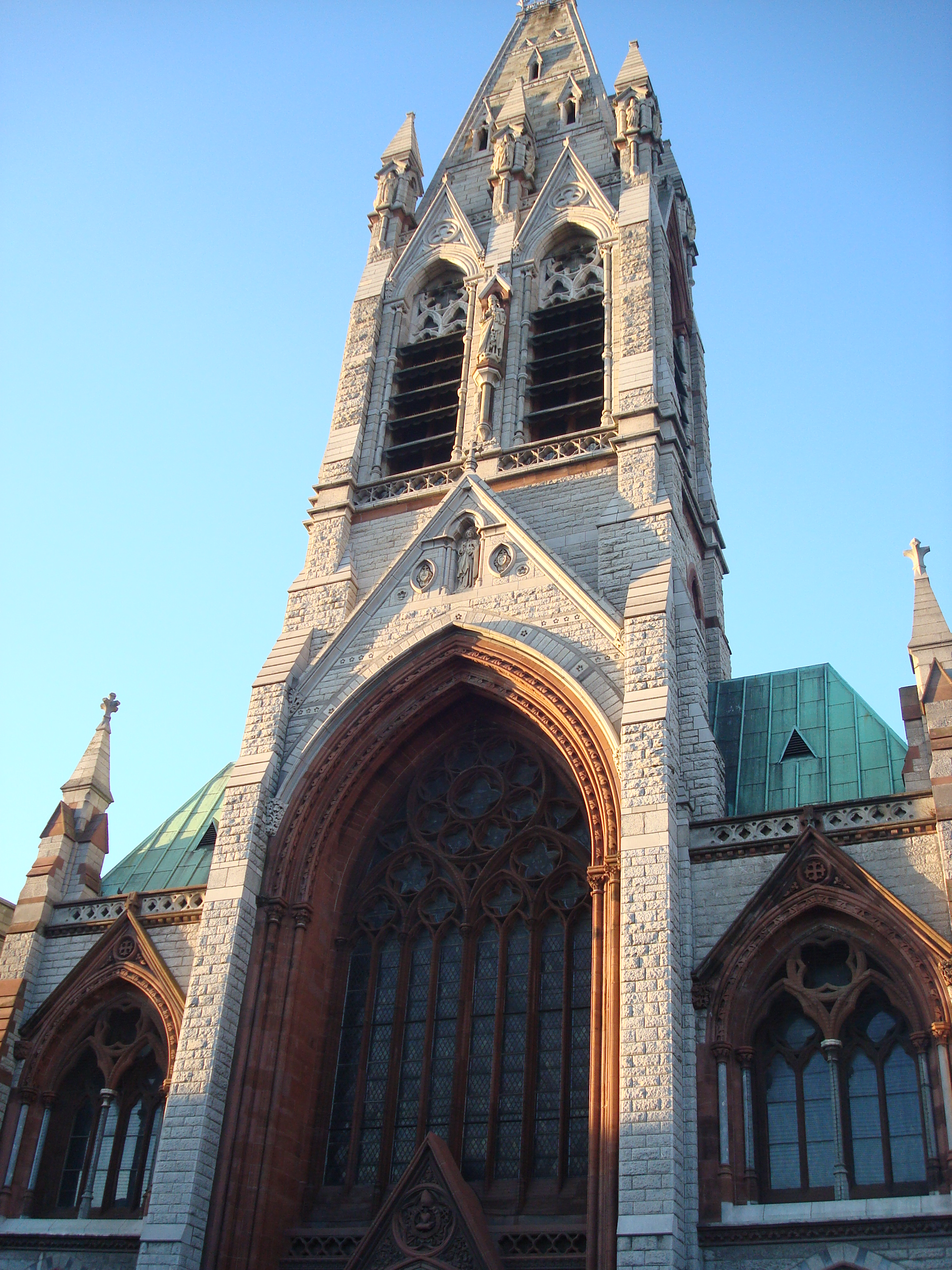
Hauptportal

Die John’s Lane Church (irisch Eaglais Lána Eoin) – eigentlich Saint Augustine and John the Baptist Church (irisch Eaglais San Agaistín agus Eoin Bhaiste)  – ist eine katholische Kirche in der irischen Hauptstadt Dublin. 

## Geschichte
Der Bau der neugotischen Kirche wurde 1860 beschlossen, in der Osterzeit des Jahres 1862 begannen die Bauarbeiten. Als Architekten fungierten Edward Welby Pugin und George C. Ashlin. 1874 wurde die Kirche geweiht. Auf Grund dessen, das es Probleme mit den Behörden gab, sollte es 33 Jahre dauern, bis das Äußere der Kirche im Jahre 1895 schließlich fertiggestellt werden konnte. Die Bauarbeiten im Inneren der Kirche wurden erst 1911 beendet.
Geweiht ist die Kirche dem hl. Johannes dem Täufer und dem hl. Augustinus von Hippo. Der Kirchturm ist mit 61 Metern der Höchste der Stadt Dublin. Im Volksmund wird die Kirche ausschließlich nach der Straße, an der sie steht, „John’s Lane Church“ genannt.